# 2001 dans les chemins de fer
Chronologie des chemins de fer
2000 dans les chemins de fer - 2001 - 2002 dans les chemins de fer

## Évènements

### Janvier
- 28 février, Grande-Bretagne : un grave accident ferroviaire fait 13 morts et 75 blessés près de Selby (Comté de North Yorkshire).

### Mars
- 27 mars, Belgique : une collision entre deux trains à Pécrot près de Bruxelles fait huit morts et douze blessés. Une rame vide roulant à contre-sens a heurté frontalement le train régulier Louvain-Ottignies transportant 80 voyageurs.

### Avril
- 1er avril, Espagne-France : création de la société Elipsos, filiale commune de la SNCF et de la Renfe, chargé de la gestion des relations de nuits entre l'Espagne et la France par trains-hôtel Talgo.
- 3 avril, Union européenne : feu vert de l'Union européenne à l'acquisition par Bombardier du groupe Adtranz. Grâce à cette opération, le Canadien Bombardier devient le premier constructeur ferroviaire mondial.

### Mai
- 11 mai, Pays-Bas : le consortium Infraspeed, regroupant Fluor Daniel, Koninklijke BAM et Siemens, remporte le contrat de 2,5 milliards d'euros pour la construction de la ligne à grande vitesse HSL Zuid, qui doit relier Amsterdam à la frontière belge en 2005.
- 26 mai, France : la SNCF établit le record d'endurance ferroviaire entre Calais et Marseille avec 1 067,2 km parcourus en 3 heures et 29 minutes avec la rame TGV Réseau no 531 et le record des 1 000 km en 3 h 09 min à la vitesse moyenne de 317,46 km/h.

### Juin
- 7 juin, France : inauguration en gare d'Avignon de la LGV Méditerranée, prolongeant les LGV Sud-Est et Rhône-Alpes jusqu'à Marseille et Nîmes.

### Septembre
- 6 septembre : 
  - France : signature d'une convention pour la modernisation et le développement des chemins de fer de Corse entre la SNCF, la collectivité territoriale de Corse et l'État.
  - France : Bombardier remporte l'appel d'offres de la SNCF pour la livraison de 500 autorails dits AGC (Autorail à grande capacité) destinés aux dessertes régionales. Le contrat, de 1,65 milliard d'euros, sera signé le 13 décembre, la SNCF agissant comme mandataire des régions.
- 25 septembre, Autriche : le congrès mondial ferroviaire organisé par l'AICCF (Association internationale du congrès des chemins de fer), l'UIC et la CEMT se tient à Vienne du 25 au 28 septembre 2001.

### Octobre
- 7 octobre, Grande-Bretagne : le secrétaire d'État aux Transports, Stephen Byers, décide de placer Railtrack sous administration judiciaire. Railtrack, gérant de l'infrastructure ferroviaire sera remplacé par une société sans actionnaires et sans but lucratif, ce qui équivaut à une renationalisation du réseau.
- 9 octobre, Canada-États-Unis : le Canadien National (CN) rachète la compagnie américaine Wisconsin central pour la somme de 1,2 milliard de dollars.
- 24 octobre, France : la région Île-de-France entre dans le STIF (Syndicat des transports d'Île-de-France), qui reste cependant présidé par le préfet de la région Île-de-France, représentant de l'État.
- 31 octobre, France : le déraillement à Saubusse (Landes) d'un TGV roulant à 130 km/h fait six blessés légers. L'accident est dû à la cassure d'un rail.

### Novembre
- 21 novembre, France : inauguration du pôle d'échanges des transports régionaux et urbains de la gare du Nord. Appelé « Gare du Nord Échanges », il est constituré par un nouveau hall vitré qui se développe sur cinq niveaux.

### Décembre
- 11 décembre, Europe : sept gestionnaires d'infrastructure ferroviaire quittent la CCFE (Communauté des chemins de fer européens) pour fonder une nouvelle association baptisée EIM (European Infrastructure Managers).